# Миљковићи (Мостар)
Миљковићи су насељено мјесто града Мостара, Федерација Босне и Херцеговине, БиХ.

## Становништво
По посљедњем службеном попису становништва из 1991. године, насељено мјесто Миљковићи имало је 316 становника, сљедећег националног састава:
| Националност       | 1991.        |
| Хрвати             | 186 (58,86%) |
| Муслимани          | 124 (39,24%) |
| остали и непознато | 6 (1,90%)    |